# Eublemma pendula
Eublemma pendula is een vlinder van de familie van de spinneruilen (Erebidae). De wetenschappelijke naam van deze soort is voor het eerst voorgesteld door Joseph de Joannis in een publicatie uit 1928.
De soort komt voor in Vietnam.